# Frances Harper

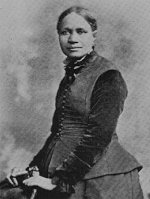
Frances Harper

Frances Ellen Watkins Harper (* 24. September 1825 in Baltimore; † 22. Februar 1911 in Philadelphia) war eine Autorin für Lyrik und Prosa, die sich für die Abschaffung der Sklaverei einsetzte.
Frances Harper veröffentlichte ihren ersten Gedichtband im Alter von 20 Jahren. Ihr erster in Buchform gedruckter Roman Iola Leroy erschien, als sie 67 Jahre alt war. Der Gedichtband Poems on Miscellaneous Subjects wurde ihr größter kommerzieller Erfolg. Ihre Kurzgeschichte Two Offers wurde 1895 im Anglo-African Magazine abgedruckt. 1872 erschienen die lyrischen Sketches of Southern Life. Sie beschreibt darin eine Reise durch die amerikanischen Südstaaten, bei der sie gerade aus der Sklaverei befreite Schwarze trifft. Die Gedichte erzählen von den harten Bedingungen, unter denen viele von ihnen leben mussten.
1850 unterrichtete sie am Union Seminary Nähen. Sie war die erste Frau in dieser Position. 1851 half sie gemeinsam mit William Still, dem Vorsitzenden der Pennsylvania Abolition Society, geflohene Sklaven durch die Underground Railroad nach Kanada zu schmuggeln. Ihre politische Karriere begann mit dem Beitritt in die American Anti-Slavery Society 1853. Seit diesem Zeitpunkt trat sie auch als öffentliche Rednerin auf. Nach dem Amerikanischen Bürgerkrieg setzte sie sich für Frauenrechte und insbesondere die Rechte afroamerikanischer Frauen ein, aber auch für andere soziale Fragen.
Sie hatte diverse Ämter in mehreren bundesweiten Organisationen inne, die den sozialen Fortschritt vorantrieben. So wurde Frances Harper 1873 Leiterin der Abteilung für Afroamerikaner der Philadelphia and Pennsylvania Women's Christian Temperance Union. 1894 war sie an der Gründung der National Association of Colored Women beteiligt und anschließend als Vizepräsidentin tätig. "Because of her many magazine articles, she was called the mother of African-American journalism. At the same time she also wrote for periodicals with a mainly white circulation. (dt.: Aufgrund ihrer zahlreichen Zeitschriftenartikel wurde sie die Mutter des afroamerikanischen Journalismus genannt. Dabei schrieb sie gleichzeitig für Magazine, die sich weitgehend an eine weiße Leserschaft richteten.)" Harper starb am 22. Februar 1911, neun Jahre bevor das Wahlrecht für Frauen in den Vereinigten Staaten eingeführt wurde. Ihre Aussegnung fand in der Unitarian Church in der Chestnut Street in Philadelphia statt. Sie wurde auf dem Eden Cemetery neben ihrer zwei Jahre zuvor verstorbenen Tochter begraben.

## Leben und Werk

### Kindheit und Ausbildung
Frances Ellen Watkins wurde als Kind freier Schwarzer in Baltimore geboren. Ihre Mutter starb 1828, als Frances Watkins drei Jahre alt war. Sie wurde damit zur Waisen und wuchs bei einer Tante und einem Onkel mütterlicherseits auf. Ihr Onkel, der Pfarrer William Watkins, war ein Menschenrechtsaktivist. Sie wurde an seiner Schule für schwarze Jugendliche unterrichtet. Watkins hatte großen Einfluss auf ihr Leben und ihre Arbeit. Mit 14 Jahren begann Frances Harper als Näherin zu arbeiten.

### Schriftstellerische Tätigkeit
Der erste Gedichtband von Frances Harper Forest Leaves wurde 1845 veröffentlicht, er ist heute vergriffen. Ihr zweites Buch, Poems on Miscellaneous Subjects, erschien 1854. Es war so erfolgreich, dass es in den Folgejahren mehrere Neuauflagen erfuhr. Generell schrieb Frances Harper ihre Gedichte mit konventionellen Reimen und meist vierzeiligen Strophen. Die Bildwelten stammten häufig aus der Bibel und der Rhythmus war einfach und von einer Tradition der mündlichen Überlieferung geprägt. 1859 wurde erstmals ein Prosastück, die Erzählung The Two Offers im Anglo-African Magazine veröffentlicht. In der Folge veröffentlichte sie weiter Gedichte und Erzählungen.
Zwischen 1868 und 1888 wurden drei Romane von ihr als Fortsetzungsromane in einer christlichen Zeitschrift abgedruckt. Ihr bekanntester Roman, der 1892 auch in Buchform veröffentlicht wurde, war Iola Leroy, or Shadows Uplifted. Iola Leroy galt als erster Roman einer Afroamerikanerin, bis 1982 der bereits 1859 veröffentlichte Roman Our Nig von Harriet E. Wilson wiederentdeckt wurde. In ihren Texten bewegt sie sich innerhalb der literarischen Konventionen ihrer Zeit. Sie nimmt sich dennoch wichtiger sozialer Fragen kritisch an, wie der Bildung von Frauen, der Abschaffung der Sklaverei, dem Phänomen des Passing, der Frage gemischter Ehen, der Abstinenzbewegung; auch schreibt sie über gesellschaftliche Verantwortungsübernahme.

### Lehre und öffentliche Auftritte
1850 zog Frances Harper Watkins nach Ohio, wo sie als erste Frau einer Lehrtätigkeit am Union Seminary nachging. Diese Schule in Wilberforce wurde von Rev. John Mifflin Brown geleitet, der später Bischof der AME Church wurde.
1853 trat Frances Harper Watkins der American Anti-Slavery Society bei und ging in deren Auftrag auf Vortragsreisen. 1854 hielt Watkins ihre erste Rede gegen die Sklaverei mit dem Titel „Education and the Elevation of Colored Race“. Der Erfolg dieser Rede war Auslöser für eine zweijährige Vortragsreise in Maine im Auftrag der Anti-Slavery Society. Insgesamt reiste sie von 1856 bis 1860 mit ihren Vorträgen durch den Osten und den mittleren Westen der Vereinigten Staaten.

### Heirat und Familie
Am 22. November 1860 heiratete Francis Watkins Fenton Harper in Cincinnati. Sie war damals 35 Jahre alt. Fenton Harper war zu diesem Zeitpunkt Witwer und Vater von drei Kindern. Er stammte aus dem Loudon County, Virginia. Aus der Ehe ging eine Tochter hervor, Mary Frances (1862–1908), die als Lehrerin arbeitete. Frances Harper gab die Vortragsreisen vorübergehend zugunsten der Familie auf. Nach dem Tod ihres Ehemannes nahm sie diese Tätigkeit am 23. Mai 1864 wieder auf.

### Gesellschaftspolitisches Engagement
Frances Watkins Harper trat engagiert für die Abschaffung der Sklaverei ein; sie setzte sich für die Prohibition und die Frauenrechte ein. Alle diese Anliegen galten vor und nach dem American Civil War als wichtig für die Fortschrittsbewegung in den USA. Nachdem sich Harper und ihre Tochter 1870 in Philadelphia niederließen, trat sie der örtlichen unitarischen Gemeinde bei. Die Unitarier hatte sie bereits vor dem Krieg kennengelernt. So war ihr Freund Peter H. Clark als bekannter Abolitionist in Ohio 1868 den Unitariern beigetreten. Oft gab sie Lesungen bei den Kirchentreffen, insbesondere las sie das äußerst beliebte Gedicht Bury Me in a Free Land. Zugleich arbeitete sie mit anderen Kirchengemeinden der schwarzen Community zusammen und unterrichtete in einer Sonntagsschule der örtlichen methodistischen Gemeinde (Mother Bethel African Methodist Episcopal). Harpers eigene Christologie war unitarisch (antitrinitarisch) geprägt. In ihrem letzten Roman, Lola Leroy, formulierte sie für die Afroamerikaner nach jesuanischem Vorbild die Vision, durch Überwindung ihres Leidens die Gesellschaft verändern zu können.
Sie hatte Verbindungen zu den Anführerinnen der nationalen Suffragettenbewegung und hielt 1866 eine bewegende Rede vor der National Women’s Rights Convention, in der sie gleiche Rechte für alle, auch für schwarze Frauen, forderte.
Harper engagierte sich in Organisationen für die Rechte der schwarzen Bevölkerung. Sie half von 1883 bis 1890 Veranstaltungen und Programme für die National Woman’s Christian Temperance Union zu organisieren. Darüber hinaus half sie 1896 bei der Organisation der National Association of Colored Women; 1897 wurde sie zur Vizepräsidentin dieser Organisation gewählt.

## Werke
- Forest Leaves, verse, 1845
- Poems on Miscellaneous Subjects, 1854
- "The Two Offers", 1859
- Moses: A Story of the Nile, 1869
- Sketches of Southern Life, 1872
- Light Beyond the Darkness, 1890
- The Martyr of Alabama and Other Poems, 1894
- Iola Leroy or Shadows Uplifted. Garrigues, Philadelphia 1892.
- Idylls of the Bible, 1901, Philadelphia; archive.org.
- In Memoriam, Wm. McKinley, 1901
- Free Labor

Darüber hinaus erschienen die folgenden drei Romane zwischen 1868 und 1888 als Fortsetzungsgeschichten in der Zeitschrift Christian Recorder:
- Minnie's Sacrifice
- Sowing and Reaping
- Trial and Triumph

Folgende Werkausgaben liegen vor:
- Complete Poems of Frances E.W. Harper (1988)
- A Brighter Coming Day. A Frances Ellen Watkins Harper Reader (1990)

## Rezeption und Auszeichnungen
- Zahlreiche afroamerikanische Frauenclubs sind nach Frances Harper benannt. Im ganzen Land gab es bis weit ins zwanzigste Jahrhundert F. E. W. Harper Leagues und Frances E. Harper Women's Christian Temperance Unions, z. B. in St. Louis, St. Paul und Pittsburgh.[10]
- Sie wurde in die Anthologie Daughters of Africa aufgenommen, die 1992 von Margaret Busby in London und New York herausgegeben wurde.
- An der Morgan State University in Baltimore wurde ein Studentenwohnheim für Frauen nach ihr und Harriet Tubman benannt. Unter den Studenten ist es als Harper-Tubman oder einfach nur Harper bekannt.